# Ернст Фрідріх
Ернст Фрідріх (нім. Ernst Friedrich; 10 жовтня 1874, Потсдам — 17 травня 1957) — німецький військово-морський діяч, віцеадмірал-інженер запасу крігсмаріне.

## Біографія
1 квітня 1893 року вступив на флот. З 12 квітня 1913 року — військово-морський штабний інженер у званні капітан-лейтенанта. Учасник Першої світової війни, до травня 1916 року — інженер-електрик на дредноуті «Фрідріх Великий». Пізніше став головним інженером на легкому крейсері «Нюрнберг».
Після демобілізації армії залишений на флоті. З 1923 року — головний інженерний офіцер Морського управління. 31 грудня 1927 року звільнений у відставку. Працював фрілансером.
Під час Другої світової війни очолював службу догляду за інтернованими та військовополоненими. Серед іншого, він забезпечив студентів технічних спеціальностей та інженерів спеціальною літературою, готовальнями і логарифмічними лінійками. В травні 1945 року виконував обов'язки виконавчого директора Асоціації німецьких інженерів. Після війни займався інженерною допомогою в берлінському районному відділі Асоціації.

## Звання
- Капітан-лейтенант-інженер (5 березня 1920)
- Фрегаттен-капітан-інженер (1 липня 1921)
- Капітан-цур-зее-інженер (1 квітня 1922)
- Контрадмірал-інженер (1923) — перший одержувач звання[6].
- Віцеадмірал-інженер запасу (31 грудня 1927)

## Нагороди
- Столітня медаль (22 березня 1897)
- Медаль «За вислугу років» (Пруссія) 3-го класу (9 років; 9 червня 1900)
- Орден Корони (Пруссія) 4-го класу (15 січня 1913)
- Орден Альберта (Саксонія), лицарський хрест 1-го класу (2 лютого 1914)
- Залізний хрест
  - 2-го класу (5 січня 1916)
  - 1-го класу (7 грудня 1917)
- Хрест «За вислугу років» (Пруссія) (14 вересня 1920)
- Почесний хрест ветерана війни з мечами (9 грудня 1935)
- Хрест Воєнних заслуг 2-го класу (30 січня 1942)
- Почесний член Асоціації німецьких інженерів (1944)[7]
- Почесний член берлінського районного відділу Асоціації німецьких інженерів (1954)[3]